# Alfabet bengalí

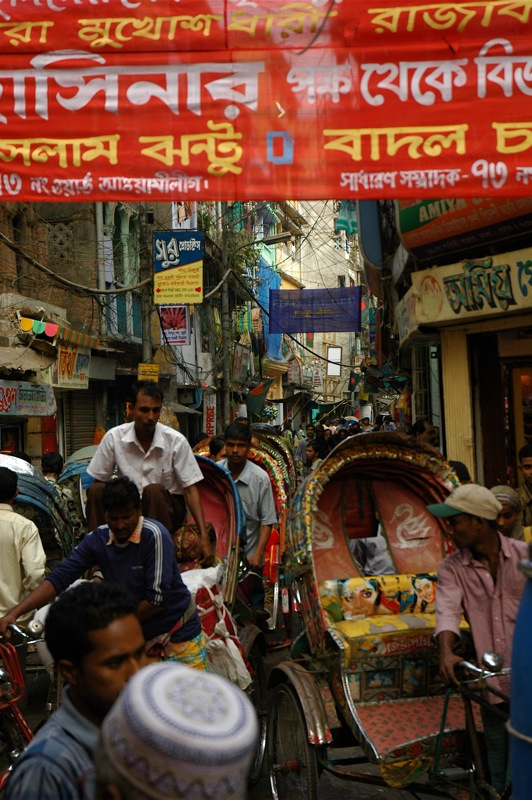
Un carrer de Dhaka amb cartells en bengalí.

L'alfabet bengalí (en bengalí বাংলা লিপি bangla lipi) és el sistema d'escriptura emprat per escriure certes llengües de Bangladesh i de l'est de l'Índia, com el bengalí, l'assamès i el meitei. És un alfabet de la família bràmica, i s'assembla al devanagari i al gurmukhi (sobretot a causa de la barra horitzontal contínua sota la qual es lliguen els caràcters), però el seu traçat és més sinuós; també s'escriu d'esquerra a la dreta.
Com totes les altres escriptures índies, és un alfasil·labari (o abugida): les lletres consonants representen un síl·laba formada per la consonant i la vocal inherent, mentre que les altres vocals (fora de l'inherent) es representen o bé amb un diacrític que modifica la vocal inherent de la consonant precedent o bé amb una lletra que representa una vocal aïllada.
L'alfabet bengalí no és totalment fonètic: certs sons es poden escriure de diverses maneres diferents i determinades lletres poden tenir pronunciacions diferents.

## Història
Com totes les altres escriptures índies, l'alfabet bengalí deriva de l'escriptura brahmi, concretament de les escriptures gupta i posteriorment nagari. En principi, no s'associava a una llengua en particular. També s'usava (i encara es fa servir de vegades) per escriure sànscrit.
L'alfabet bengalí està emparentat amb el devanagari, que és la forma moderna de l'escriptura nagari. L'escriptura bengalí comença a divergir de la nagari al segle XI. J. G. Février anomena aquesta forma antiga de l'escriptura bengalí protobengali; està documentada a Índia oriental i es manifesta sota la forma de petits triangles o ganxos ajuntats a l'esquerra de diverses lletres. L'escriptura va continuar evolucionant però sense allunyar-se gaire de la nagari
La filiació seria la següent, segons Louis-Jean Calvet : de l'alfabet brahmi en van evolucionar els alfabets gupta (s. IV), siddham (s. VI) i nagari (s. VIII); després, del gupta en va evolucionar l'aflabet sharada (segle ix), del siddham va evolucionar-ne el nepalès (s. XI), i del nagari en va evolucionar d'una banda el devanagari i de l'altra el protobengalí (s. XI) que acabaria l'evolució en l'alfabet bengalí.
| Brahmi | Gupta (s. IV)        | Sharada (segle ix)   | Sharada (segle ix) |
| Brahmi | Siddhamatrka (s. VI) | Nepalí (s. XI)       | Nepalí (s. XI)     |
| Brahmi | Nagari (s. VIII)     | Protobengalí (s. XI) | Alfabet bengalí    |
| Brahmi | Nagari (s. VIII)     | Devanagari           |                    |

La forma moderna de l'escriptura bengalí data de 1778, època en què Charles Wilkins va endegar la impremta en bengalí.
Actualment, aquest alfabet s'utilitza principalment per escriure, com el seu nom la indica, el bengalí, però també altres llengües menys esteses: l'assamès, el meitei, el garo, el mundari, el bishnupriya manipuri i el sylheti.

## Característiques generals
L'alfabet bengalí s'escriu horitzontalment d'esquerra a dreta i és monocameral (no fa distinció entre majúscules i minúscules). Es reconeix per la barra horitzontal continua anomenada matra (মাত্রা) sota la qual es lliguen els caràcters, característica que comparteix amb el devanagari i el gurmukhi). Aquesta barra s'interromp breument per a certs caràcters oberts per dalt (per exemple গ gô i খ khô).
Les síl·labes són constituïdes o bé per una vocal sola, o bé per una consonant (o una lligadura de diverses consonants) a la qual s'afegeix eventualment un signe diacrític per indicar la vocal que l'acompanya.
L'ortografia del bengalí no és gens simple: l'escriptura ha mantingut grafemes que servien per representar sons diferents en sànscrit però que es pronuncien de la mateixa manera en bengalí, la qual cosa fa que en alguns casos hi hagi diverses maneres de representar el mateix so.

## Descripció dels grafemes

### Vocals

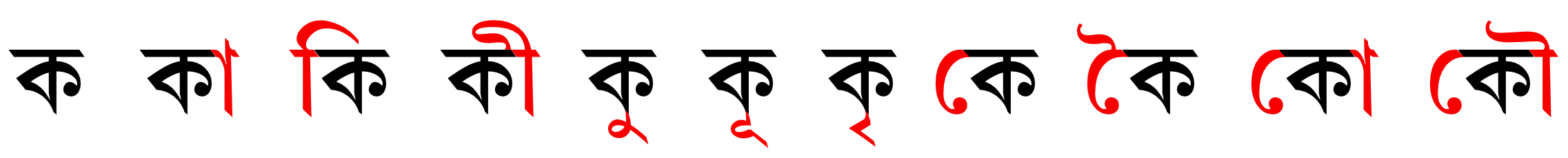
La lletra ক (k) acompanyada de la forma diacrítica de les vocals অ, আ, ই, ঈ, উ, ঊ, ঋ, এ, ঐ, ও i ঔ.

El bengalí té 11 vocals escrites anomenades স্বরবর্ণ shôrobôrno. Aquestes vocals representen sis de les set vocals del bengalí així com dos diftongs. No hi ha caràcter estàndard per representar el so /æ/ i les diferències de llargada representades a l'escriptura (per exemple hrôshsho i i dirgho i) no són presents a la llengua parlada. El caràcter anomenat ri no representa veritablement una vocal, sinó el so /ri/; tanmateix en l'escriptura és tractat com una vocal.
Cada vocal (excepte una) té dues formes escrites diferents:
- quan és a començament de paraula o segueix una altra vocal, s'utilitza la seva forma plena (o independent);
- quan segueix una consonant, la vocal és reduïda a una forma diacrítica (o depenent) que apareix, en funció de la vocal, abans, després, a sobre o sota de la consonant Aquesta forma no pot aparèixer sense consonant

Una excepció a aquest sistema és el grafema de la vocal /ɔ/. No té forma diacrítica, però és considerada inherent a les consonants. Per representar específicament l'absència d'aquesta vocal inherent, es pot escriure un diacrític anomenat hôshonto (্) sota la consonant, és a dir, un virama.
Encara que només hi ha dos diftongs a l'escriptura, el sistema fonològic bengalí de fet en té més. La majoria s'escriuen juxtaposant els grafemes de les vocals que els componen, com a কেউ keu.
El quadre següent mostra els grafemes vocàlics presents a l'inventari modern de l'escriptura bengalí, que ha abandonat els grafemes de tres vocals històriques, rri, li i lli, que anaven tradicionalment entre ri i e.
| Forma independent | Nom de la forma independent | AFI       | Forma diacrítica amb la consonant [kɔ] (ক) | Nom de la forma diacrítica | Transcripció | AFI         |
| ----------------- | --------------------------- | --------- | ------------------------------------------ | -------------------------- | ------------ | ----------- |
| অ                 | shôro ô (shôre ô) vocal ô   | /ɔ/ i /o/ | ক (cap)                                    | (cap)                      | kô i ko      | /kɔ/ i /ko/ |
| আ                 | shôro a (shôre a) vocal a   | /a/       | কা                                          | akar                       | ka           | /ka/        |
| ই                 | hrôshsho i i curta          | /i/       | কি                                          | hrôshsho ikar (roshshikar) | ki           | /ki/        |
| ঈ                 | dirgho i i llarga           | /i/       | কী                                          | dirgho ikar (dirghikar)    | ki           | /ki/        |
| উ                 | hrôshsho u u curta          | /u/       | কু                                          | hrôshsho ukar (roshshukar) | ku           | /ku/        |
| ঊ                 | dirgho u u llarga           | /u/       | কূ                                          | dirgho ukar (dirghukar)    | ku           | /ku/        |
| ঋ                 | ri                          | /ri/      | কৃ                                          | rikar/rifôla               | kri          | /kri/       |
| এ                 | e                           | /e/ i /æ/ | কে                                          | ekar                       | ke i kê      | /ke/ i /kæ/ |
| ঐ                 | oi                          | /oj/      | কৈ                                          | oikar                      | koi          | /koj/       |
| ও                 | o                           | /o/       | কো                                          | okar                       | ko           | /ko/        |
| ঔ                 | ou                          | /ow/      | কৌ                                          | oukar                      | kou          | /kow/       |

#### Casos particulars
Les vocals উ u, ঊ ū, i ঋ ṛ, sota la forma depenent, tenen una forma diferent després de certes consonants — sovint després de র rô, que pot ser amb la seva forma completa o al final d'una combinació de consonants (vegeu la secció corresponent en aquest mateix article). (ঊ és aquí transcrita ū i ঋ ṛ, per tal de respectar l'ortografia.)
| Consonant(s) | Vocal | Resultat |
| ------------ | ----- | -------- |
| গ gô         | উ u   | গু gu     |
| শ shô        | উ u   | শু shu    |
| ন্ত ntô       | উ u   | ন্তু ntu   |
| র rô         | উ u   | রু ru     |
| ত্র trô       | উ u   | ত্রু tru   |
| হ hô         | উ u   | হু hu     |
| র rô         | ঊ ū   | রূ rū     |
| ভ্র bhrô      | ঊ ū   | ভ্রূ bhrū  |
| হ hô         | ঋ ṛ   | হৃ hṛ     |

### Consonants
Les consonants s'anomenen en bengalí ব্যঞ্জনবর্ণ bênjonbôrno. El nom d'una consonant és generalment la seva pronunciació seguida de la vocal inherent ô. Com que la vocal inherent no s'escriu, el nom de la majoria dels grafemes és idèntic al grafema ell mateix (per exemple, el nom del caràcter ঘ és ell mateix ঘ ghô). Certs grafemes que han perdut la seva pronunciació diferent en bengalí tenen un nom més complicat Per exemple, com el so /n/ pot ser escrit ন, ণ, o ঞ (segons l'ortografia de la paraula), no són anomenats simplement nô; sinó que reben els noms de দন্ত্য ন donto nô (« N dental »), মূর্ধন্য ণ murdhonno nô (« N cerebral ») i ঞীয়/ইঙ niô/ingô (N palatal). Així mateix, el fonema /ʃ/ pot ser escrit শ talobbo shô (« S palatal »), ষ murdhonno shô (« S cerebral ») o স donto shô (« S dental »), segons la paraula. Ja que la consonant ঙ /ŋ/ no pot trobar-se a començament de paraula en bengalí, el seu nom no és ঙ * ngô sinó উঙ ungô (pronunciats per certs উম umô o উঁঅ ũô). Així mateix, com que les semivocals ([j], [w], [e̯], [o̯]) no es poden trobar a començament de paraula en bengalí, el nom per a la « semivocal E » য় no és অন্তঃস্থ য় * ôntostho e̯ô però অন্তঃস্থ অ ôntostho ô.
El quadre següent mostra les consonants del bengalí amb el seu ordre tradicional
| Consonant | Nom de la consonant                           | Transcripció | AFI       |
| --------- | --------------------------------------------- | ------------ | --------- |
| ক         | kô                                            | k            | /k/       |
| খ         | khô                                           | kh           | /kʰ/      |
| গ         | gô                                            | g            | /ɡ/       |
| ঘ         | ghô                                           | gh           | /ɡʱ/      |
| ঙ         | ungô, umô                                     | ņ            | /ŋ/       |
| চ         | chô                                           | ch           | /tʃ/      |
| ছ         | chhô                                          | chh          | /tʃʰ/     |
| জ         | borgio jô (burgijjô)                          | j            | /dʒ/      |
| ঝ         | jhô                                           | jh           | /dʒʱ/     |
| ঞ         | ingô, niô                                     | n            | /n/       |
| ট         | ṭô                                            | ṭ            | /ʈ/       |
| ঠ         | ṭhô                                           | ṭh           | /ʈʰ/      |
| ড         | ḍô                                            | ḍ            | /ɖ/       |
| ঢ         | ḍhô                                           | ḍh           | /ɖʱ/      |
| ণ         | murdhonno nô (moddhennô)                      | n            | /n/       |
| ত         | tô                                            | t            | /t̪/       |
| থ         | thô                                           | th           | /t̪ʰ/      |
| দ         | dô                                            | d            | /d̪/       |
| ধ         | dhô                                           | dh           | /d̪ʱ/      |
| ন         | donto nô (dontennô)                           | n            | /n/       |
| প         | pô                                            | p            | /p/       |
| ফ         | phô                                           | ph           | /pʰ/      |
| ব         | bô                                            | b            | /b/       |
| ভ         | bhô                                           | bh           | /bʱ/      |
| ম         | mô                                            | m            | /m/       |
| য         | ôntostho jô (ontostejô)                       | j            | /dʒ/      |
| র         | (bôe shunno/bindu rô) rô                      | r            | /ɾ/       |
| ল         | lô                                            | l            | /l/       |
| শ         | talobbo shô (taleboshshô)                     | sh i s       | /ʃ/ / /s/ |
| ষ         | murdhonno shô (muddhennoshshô) (peṭ kaṭa shô) | sh           | /ʃ/       |
| স         | donto shô (donteshshô)                        | sh i s       | /ʃ/ / /s/ |
| হ         | hô                                            | h            | /h/       |
| য়         | ôntostho ô (ontosteô)                         | e i -        | /e̯/ /-    |
| ড়         | ḍôe shunno/bindu ŗô                           | ŗ            | /ɽ/       |
| ঢ়         | ḍhôe shunno/bindu ŗô                          | ŗh           | /ɽ/       |

#### Combinacions de consonants

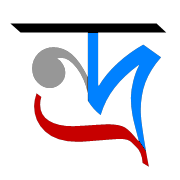
Lligadura ndrô : ন en gris, দ en blau i র en roig.

Diverses consonants consecutives (fins a quatre) que no van separades per vocals es combinen en una lligadura anomenada consonant conjunta (যুক্তাক্ষর juktakkhor o যুক্তবর্ণ juktobôrno). Generalment, la primera consonant és a l'esquerra o a sobre de les altres Moltes consonants apareixen a les combinacions sota una forma reduïda o abreujada Certes combinacions tenen una forma excepcional que s'assembla poc a les consonants que els componen En alguns casos, la manera com es lliguen les consonants depèn de la política utilitzada
Sovint passa que una combinació de consonants no es pronuncia com la sèrie de les consonants que la componen Per exemple, afegir ল lô a sota de শ shô crea la consonant conjunta শ্ল, que no es pronuncia pas shlô sinó slô. Moltes combinacions representen sons del sànscrit que han estat perduts, com জ্ঞ, que és una combinació de জ jô i ঞ niô però es pronuncia ggõ, i pas jnô. Com les combinacions de consonants representen sovint sons que no poden ser fàcilment deduïts dels seus components, les descripcions següents concerneixen la construcció de les combinacions, i no la pronunciació resultant Per això s'utilitza una variant del mètode de transliteració IAST en comptes de la transcripció fonèmica (vegeu el paràgraf sobre la romanització).

##### Fusió
Certes consonants es fusionen, per exemple compartint la seva línia vertical o escrites l'una prop de l'altre
| 1a consonant | 2a consonant | Lligadura |
| ------------ | ------------ | --------- |
| ক kô         | ক kô         | ক্ক kkô    |
| ল lô         | ল lô         | ল্ল llô    |
| গ gô         | ৱ wô         | গ্ব gwô    |
| ব bô         | ব bô         | ব্ব bbô    |
| ন nô         | দ dô         | ন্দ ndô    |

##### Reducció
Certes consonants prenen una forma comprimida (per exemple, reducció d'un tret) o abreujada (perden una part de la seva forma)
| 1a consonant | 2a consonant | Lligadura |
| ------------ | ------------ | --------- |
| ত tô         | ম mô         | ত্ম tmô    |
| ষ ṣô         | ট ṭô         | ষ্ট ṣṭô    |
| জ jô         | ঞ ñô         | জ্ঞ jñô    |
| স sô         | থ thô        | স্থ sthô   |
| ক kô         | স sô         | ক্স ksô    |

##### Canvi de forma
Certes consonants tenen una forma diferent quan apareixen en una combinació de consonants És sobretot el cas de র rô i য yô :
- a l'inici de combinació, র rô apareix sota la forma d'un tret diagonal (anomenat রেফ ref) a sobre de la consonant següent;[a 7]
- a final de combinació, র rô pren la forma d'una línia horitzontal ondulada (anomenada রফলা rôfôla) sota la consonant precedent;[a 8]
- a final de combinació, য yô és una línia vertical ondulada (anomenada যফলা jôfôla) a la dreta de la consonant precedent.[a 9]

| 1a consonant | 2a consonant | Lligadura |
| ------------ | ------------ | --------- |
| র rô         | ক kô         | র্ক rkô    |
| প pô         | র rô         | প্র prô    |
| ঙ uŋô        | গ gô         | ঙ্গ ŋgô    |
| দ dô         | ধ dhô        | দ্ধ ddhô   |

##### Excepcions
Hi ha algunes lligadures excepcionals que s'han d'aprendre de memòria
| 1a consonant | 2a consonant | Lligadura |
| ------------ | ------------ | --------- |
| ক kô         | র rô         | ক্র krô    |
| ঞ ñô         | চ cô         | ঞ্চ ñcô    |
| ট ṭô         | ট ṭô         | ট্ট ṭṭô    |
| ষ ṣô         | ণ ṇô         | ষ্ণ ṣṇô    |
| হ hô         | ন nô         | হ্ন hnô    |
| হ hô         | ম mô         | হ্ম hmô    |
| ক kô         | ষ ṣô         | ক্ষ kṣô    |

També hi ha combinacions de tres consonants i s'escriuen segons les mateixes regles, per exemple : স্ত্র strô, ম্প্র mprô, ঙ্ক্ষ ŋkṣô, জ্জ্ব jjwô, ক্ষ্ম kṣmô. Teòricament es podrien combinar quatre consonants (per exemple র্স্ট্র rsṭrô), però no se'n troben casos.

### Altres signes
| Símbol amb [kɔ] (ক) | Nom          | Funció | Translittération | AFI                               |
| ------------------- | ------------ | --- | ---------------- | --------------------------------- |
| ক্                   | hôshonto     | Suprimeix la vocal inherent [ɔ] | k                | /k/                               |
| কৎ                  | khônḍo tô    | [t̪] final (ত) | kôt              | /kɔt̪/                             |
| কং                   | ônushshôr    | Nasal velar final | kôņ              | /kɔŋ/                             |
| কঃ                   | bishôrgo     | 1. Pronunciat com una fricativa glotal sorda a final de síl·laba, com a উঃ 2. No es pronuncia, però gemina la consonant següent, com a দুঃসময় 3. No es pronuncia, com a দুঃস্থ | -                | 1. [uh] 2. [d̪uʃːomɔj] 3. [d̪ustʰo] |
| কঁ                   | chôndrobindu | Nasalització d'una vocal | kôñ              | /kɔ̃/                              |

ঃ i ং són igualment utilitzats com marca d'abreviatura. Per exemple, ডঃ (« Dr ») és l'abreviatura de ডক্টর (« doctor »), i নং (« núm. ») significa নম্বর (« número »). Tanmateix, en l'ús modern, el punt cada vegada és més utilitzat per indicar les abreviatures.

### Xifres
El bengalí té deu símbols per representar les xifres de 0 a 9, que són una variant del sistema digital indi. Contràriament a la majoria dels altres caràcters, les xifres no són superats d'una línia horitzontal
| Valor                     | 0      | 1  | 2   | 3   | 4    | 5    | 6     | 7    | 8  | 9   |
| ------------------------- | ------ | -- | --- | --- | ---- | ---- | ----- | ---- | -- | --- |
| Xifres bengalines         | ০      | ১  | ২   | ৩   | ৪    | ৫    | ৬     | ৭    | ৮  | ৯   |
| Nom bengalí de les xifres | shunno | êk | dui | tin | char | pãch | chhôe | shat | aṭ | nôe |
| Nom bengalí de les xifres | শূন্য    | এক | দুই  | তিন  | চার   | পাঁচ   | ছয়    | সাত   | আট | নয়  |

Els nombres superiors a 9 són escrits en base 10, com en català. El punt és utilitzat com a separador decimal (equivalent a la nostra coma). Els nombres grans se separen en grups per comes, però, a diferència de la nostra tradició de separar per milers, els nombres en bengalí se separen primer els milers, a continuació cent mil (লাখ lakh o লক্ষ lokkho), a continuació deu milions (কোটি koṭi o ক্রোড় kroṛ). És a dir, per exemple, el nombre 17 557 345 serà escrit en bengalí ১,৭৫,৫৭,৩৪৫ (এক কোটি, পঁচাত্তর লাখ, সাতান্ন হাজার, তিন শ পঁয়তাল্লিশ êk koṭi põchattor lakh, shatanno hajar, tin sho põetallish : una vegada deu milions, setanta-cinc vegades cent mil, cinquanta-set mil, tres-cents quaranta-cinc).

### Puntuació
Els signes de puntuació del bengalí han estat manllevats de les llengües occidentals. La coma, el punt i coma, els dos punts i les cometes són els mateixos que en anglès. L'única diferència és la barra vertical (।) que és l'equivalent del punt.

## Ambigüitats
L'ortografia del bengalí és complicada pel fet que un mateix so pot ser escrit de diverses maneres, o que un grafema pugui representar diversos sons. La majoria d'aquestes ambigüitats s'expliquen pel fet que l'alfabet bengalí servia originàriament per escriure el sànscrit.

### La vocal inherent
La vocal inherent tant pot ser [ɔ] com [o] segons el context; aquesta informació fonològica no es marca en l'escriptura. A més, la vocal inherent no es pronuncia habitualment al final d'una síl·laba, com per a কম [kɔm] "menys", tot i que aquesta omissió no es representa a l'escriptura.
Heus aquí algunes regles que serveixen a deduir si la vocal inherent es pronuncia [ɔ] o [o] o bé no es pronuncia:
- Per defecte, i sobretot seguint la consonant inicial, la vocal inherent es pronuncia [ɔ], per exemple বল bôl « Digues! », নদ nôd « riu », কর kôr « Fes! », বন্ধ bôndho « tancat », etc.
- Si la síl·laba següent conté ই/ঈ [i] o উ/ঊ [u], la vocal inherent de la síl·laba precedent es pronuncia [o], per exemple বলুন bolun « Digueu! », নদী nodi « riu », করুন korun « Feu! », বন্ধু bondhu « amic » etc. Aquí, la presènca de les vocals tancades [i] i [u] causa una assimilació fonètica en què la vocal inherent [ɔ] (una vocal semioberta) esdevé una vocal semitancada, en aquest cas [o].
- En una síl·laba de tipus CVC, si la consonant final és ন nô, la vocal inherent es pronuncia de vegades [o], com a মন mon « esperit », বন bon « bosc », জন jon « ningú », etc.
- Si la primera síl·laba d'una paraula conté una combinació de consonants acabada amb la consonant র rô, més específicament per la forma diacrítica d'aquesta consonant anomenada র-ফলা rôfôla, la vocal inherent d'aquesta combinació es pronuncia [o], per exemple প্রথম prothom « primer », ব্রত broto « vot », ক্রম krom « ordre », গ্রহ groho « planeta », ত্রস্ত trosto « aporegat », দ্রবণ drobon « solució », etc.
  - Algunes excepcions: ক্রন্দন krôndon « llàgrimes », ক্রয় krôy « compra », হ্রদ rôd « llac ».
- Quan va darrere una consonant (o una combinació de consonants) a interior de mot, la vocal inherent es pronuncia [o], per exemple কলম kôlom « bolígraf », সরল shôrol « ingenu », অপমান ôpoman « insult », অন্তত ôntoto « com a mínim » i আনন্দ anondo « alegria ».
- Quan va darrere una consonant al final d'una paraula, la vocal inherent no es pronuncia, per exemple বল bôl « Digues! », নদ nôd « riu », কর kôr « Fes! », করুন korun « Feu! », কলম kôlom « bolígraf » etc.
  - Excepció 1 : si una paraula acaba en una consonant conjunta, la vocal inherent que segueix es pronuncia [o], per exemple ত্রস্ত trosto « aporegat », শান্ত shanto « calma », গ্রন্থ grontho « llibre », আনন্দ anondo « alegria », etc.
  - Excepció 2 : si una paraula acaba amb la consonant হ hô, la vocal inherent que segueix es pronuncia [o], per exemple গ্রহ groho « planeta », নিরীহ niriho « innocent » etc.
  - Excepció 3 : si una paraula acaba amb la consonant ত tô, i si antigament s'escrivia amb l'ortografia তঃ (segons la seva ortografia en sànscrit), la vocal inherent que segueix es pronuncia [o], per exemple অন্তত ôntoto « com a mínim », সাধারণত sadharonoto « generalment », বিশেষত bisheshoto « específicament » etc.

### Els sons [i] i [u]
Hi ha dos caràcters que representen el so [i] (ই i ঈ) i dos que representen el so [u] (উ i ঊ). Allò s'explica pel fet que el sànscrit distingeix una [i] curta i una [iː] llarga, i una [u] curta i una [uː] llarga Els caràcters s'han mantingut en bengalí, encara que la distinció de llargada vocàlica hagi desaparegut. Aquests grafemes tenen tanmateix una funció etimològica en les paraules d'origen sànscrit

### El so [æ]
Encara que la vocal [æ] formi part del sistema fonològic bengalí, no hi ha cap caràcter específic per representar-la, atès que no existia en sànscrit. Per consegüent, hi ha diversos mitjans de representar aquest so, generalment amb una certa combinació de la forma plena de la vocal এ, la forma plena de la vocal অ, la forma diacrítica de la vocal আ (া akar) i de la forma diacrítica de la consonant য ôntostho jô utilitzada a les combinacions (যফলা jôfôla), per exemple :
- a començament de paraula : এত [æt̪o] « així », এ্যাকাডেমী [ækademi] « acadèmia », অ্যামিবা [æmiba] « ameba » ;
- després d'una consonant : দেখা [d̪ækha] « veure », ব্যস্ত [bæst̪o] « ocupat », ব্যাকরণ [bækɔron] « gramàtica ».

A més, এ és generalment marcat [e], i no és sempre possible d'endevinar quina és la pronunciació adequada.

### ত i ৎ
A les paraules bengalines natives (tôdbhôbo), ত tô a fi de síl·laba es pronuncia sempre [t̪], com a নাতনি /nat̪ni/ (« neta »), করাত /kɔrata̪/ (« veure » en passat), etc.
ৎ (anomenat খণ্ড ত khônḍo tô, « tô trencat ») s'utilitza sempre a final de síl·laba i igualment pronunciat [t̪]. Es troba principalment a paraules manllevades del sànscrit, com ভবিষ্যৎ /bʱobiʃːɔt̪/ (« futur ») o সত্যজিৎ /ʃot̪ːod͡ʒit̪/ (Satyajit, un nom propi). Es troba també en onomatopeies (com থপাৎ /t̪ʰopat̪/, el so d'alguna cosa pesant que cau, মড়াৎ /mɔɽat̪/, el so d'alguna cosa que es trenca), en la primera part de certes consonants conjuntes (com ৎস tsô, ৎপ tpô, ৎক tkô, etc.) i a certs manlleus (com নাৎসি /nat̪si/, « nazi », জুজুৎসু /d͡ʒud͡ʒut̪sabut/ « ju-jitsu », etc.) No hi ha una manera simple de determinar si cal utilitzar ত o ৎ ̪Generalment, cal aprendre de memòria els contextos on s'utilitza ৎ, perquè són menys freqüents

### শ, ষ i স
Tres grafemes — শ talobbo shô (« S palatal »), ষ murdhonno shô (« S cerebral ») i স donto shô (« S dental ») — s'utilitzen per representar el so [ʃ], com a ফিসফিস /pʰiʃpʰiʃ/ (« murmura »), বিশ /biʃ/ (« vint ») i বিষ /biʃ/ (« verí »). Tanmateix, স consrtva el so [s] quan és el primer component de certes consonants conjuntes com a স্খলন /skʰɔlon/ (« caure »), স্রোত /srot/ (« corrent ») i স্পন্দন /spɔndon/ (« batre »). সTambé, শ correspon al so [s] quan és seguida d'un rôfôla, com a বিশ্রী /bisri/ (« lleig ») i শ্রোতা /srota/ (« auditor »).

### জ i য
Dues lletres, জ i য, es pronuncien [d͡ʒ], com a জাল /d͡ʒal/ (« xarxa ») i যাও /d͡ʒao/ (« Ves-hi! য)

### ণ
Aquesta lletra, que antigament es pronunciava com una consonant nasal retroflexa [ɳ], actualment es pronuncia com una consonant alveolar [n] (a menys que sigui combinada amb altres consonants retroflexes com ট, ঠ, ড i ঢ), i aquest canvi no és reflectit a l'ortografia. La seva pronunciació és doncs idèntica a la de ন

### ঙ i ং
El so [ŋ] pot ser representat tany per la lletra ঙ, com pel signe ônushshôr. ং Certes paraules es poden escriure amb tots dos, com rông (« color ») : রঙ o রং. A altres paraules, l'ortografia és fixada, com al nom de la llengua bengalí, বাংলা bangla. Tanmateix, no pot haver-hi vocal després de la ônushshôr; per això bangali (« bengalí », el poble) s'escriu বাঙালী.

## Romanització
La romanització del bengalí és la representació del bengalí mitjançant l'alfabet llatí. S'han proposat diversos mètodes de romanització, tot i que no hi ha hagut una adopció tan uniforme d'aquests sistemes de transcripció com en el cas del japonès o del sànscrit. La majoria dels mètodes de romanització del bengalí són adaptades d'estàndards d'altres llengües de l'índia.

### Transcripció i transliteració
La romanització d'una llengua escrita a un altre sistema d'escriptura es pot basar en la transliteració (partint de l'ortografia amb fidelitat de manera que es pot recuperar l'ortografia original) o la transcripció (partint de la fonologia de manera que es pot recuperar la pronunciació amb precisió). Aquesta distinció és important en bengalí, perquè la seva ortografia es basa en la del sànscrit i ignora segles de canvis fonètics. Per exemple, les tres lletres শ, ষ, i স es pronunciaven diferentment en sànscrit, però amb l'evolució, el bengalí ha perdut aquesta distinció (totes tres es pronuncien [ʃ]), encara que es manté en l'ortografia.
Alguns homòfons s'escriuen diferentment, com শাপ shap (« destí ») i সাপ shap (« serp »). Com que aquestes paraules es pronuncien de la mateixa manera, es transcriuen de manera idèntica; per tant, hi ha diferències de significat importants que no es poden reflectir amb una transcripció. Un altre problema és que una mateixa paraula pot ser pronunciada diferentment segons els dialectes i els registres, i aquesta paraula té, per tant, diverses transcripcions diferents. Per exemple, মন (« esperit ») pot ser pronunciat mon, môn o (en poesia) mônô (com en l'himne indi Jana-Gana-Mana).
Pot passar també que diferents fonemes siguin representats pel mateix grafema. És el cas de এ, que pot representar [e] (এল elo [elo] : « venir » en passat) o [æ] (এক êk [æk] : « un »). De vegades, paraules escrites de manera idèntica (homògrafes) poden ser pronunciades de diverses maneres i tenir sentits diferents : মত pot significar « opinió » (pronunciat môt) o « similar a » (môto). Per a aquesta raó, les distincions fonèmiques importants no es poden reflectir amb la transliteració.

### Comparació de mètodes de romanització
A continuació es presenten els principals mètodes de romanització del bengalí. Hi ha dos estàndards que s'utilitzen sovint per transliterar les llengües índies, incloent-hi el bengalí. Algunsmètodes (com el NLK) empren diacrítics i permeten l'ús de majúscules per marcar els noms propis. D'altres (com el Harvard-Kyoto) són més apropiades per als teclats ASCII i utilitzen majúscules i minúscules.
- NLK » (Nacional Library at Kolkata) representa els mètodes de transliteració emprant diacrítics, sobretot el sistema de romanització de la biblioteca nacional de Calcutta, IAST i ISO 15919.
- ITRANS és una representació ASCII del sànscrit. Pot haver-hi diverses maneres de transliterar un caràcter, la qual cosa pot complicar les cerques per Internet.
- HK correspon a un mètode de transliteració que utilitza les majúscules en lloc de diacrítics: Harvard-Kyoto. S'assembla a l'ITRANS però els caràcters es representen de manera única.
- « Wiki » és un mètode de transcripció que representa la pronunciació estàndard de les paraules bengalines, però no permet recuperar-ne l'ortografia en l'alfabet bengalí. Utilitza els diacrítics sovint emprats pels lingüistes especialitzats en bengalí, i és la transcripció utilitzada en aquest article.

### Exemples
El quadre següent presenta paraules bengalines transcrites segons els mètodes descrits anteriorment.
| Bengali  | Significat    | NLK            | ITRANS          | HK             | Wiki        | AFI            |
| -------- | ------------- | -------------- | --------------- | -------------- | ----------- | -------------- |
| মন       | esperit       | mana           | mana            | mana           | mon         | [mon]          |
| সাপ       | serp          | sāpa           | saapa           | sApa           | shap        | [ʃap]          |
| শাপ       | sort          | śāpa           | shaapa          | zApa           | shap        | [ʃap]          |
| মত       | opinió        | mata           | mata            | mata           | môt         | [mɔt̪]          |
| মত       | com           | mata           | mata            | mata           | môto        | [mɔt̪o]         |
| তেল       | oli           | tēla           | tela            | tela           | tel         | [t̪el]          |
| গেল       | anar (passat) | gēla           | gela            | gela           | gêlo        | [ɡælo]         |
| জ্বর      | febre         | jvara          | jvara           | jvara          | jôr         | [dʒɔr]         |
| স্বাস্থ্য    | salut         | svāsthya       | svaasthya       | svAsthya       | shastho     | [ʃast̪ʰo]       |
| বাংলাদেশ     | Bangladesh    | bāṃlādēśa      | baa.mlaadesha   | bAMlAdeza      | Bangladesh  | [baŋlad̪eʃ]     |
| ব্যঞ্জনধ্বনি | consonant     | byañjanadhvani | bya~njanadhvani | byaJjanadhvani | bênjondhoni | [bændʒond̪ʱoni] |
| আত্মহত্যা   | suïcidi       | ātmahatyā      | aatmahatyaa     | AtmahatyA      | attõhotta   | [at̪ːõhot̪ːa]    |

### Detall dels mètodes de romanització
| Symbole | NLK | ITRANS  | HK | Wiki | API     |
| ------- | --- | ------- | -- | ---- | ------- |
| অ       | a   | a       | a  | ô/o  | [ɔ]/[o] |
| আ       | ā   | A~aa    | A  | a    | [a]     |
| ই       | i   | i       | i  | i    | [i]     |
| ঈ       | ī   | I~ii    | I  | i    | [i]     |
| উ       | u   | u       | u  | u    | [u]     |
| ঊ       | ū   | U~uu    | U  | u    | [u]     |
| ঋ       | ṛ   | RRi~R^i | R  | ri   | [ri]    |
| এ       | ē   | e       | e  | ê/e  | [æ]/[e] |
| ঐ       | ai  | ai      | ai | oi   | [oj]    |
| ও       | ō   | o       | o  | o    | [o]     |
| ঔ       | au  | au      | au | ou   | [ow]    |

| Symbole | NLK | ITRANS | HK | Wiki | API     |
| ------- | --- | ------ | -- | ---- | ------- |
| ক       | k   | k      | k  | k    | [k]     |
| খ       | kh  | kh     | kh | kh   | [kʰ]    |
| গ       | g   | g      | g  | g    | [ɡ]     |
| ঘ       | gh  | gh     | gh | gh   | [ɡʱ]    |
| ঙ       | ṅ   | ~N     | G  | ng   | [ŋ]     |
| চ       | c   | ch     | c  | ch   | [tʃ]    |
| ছ       | ch  | Ch     | ch | chh  | [tʃʰ]   |
| জ       | j   | j      | j  | j    | [dʒ]    |
| ঝ       | jh  | jh     | jh | jh   | [dʒʱ]   |
| ঞ       | ñ   | ~n     | J  | n    | [n]     |
| ট       | ṭ   | T      | T  | ṭ    | [ʈ]     |
| ঠ       | ṭh  | Th     | Th | ṭh   | [ʈʰ]    |
| ড       | ḍ   | D      | D  | ḍ    | [ɖ]     |
| ড়       | ḍ   | .D     | P  | ŗ    | [ɽ]     |
| ঢ       | ḍh  | Dh     | Dh | ḍh   | [ɖʱ]    |
| ঢ়       | ḍh  | .Dh    | Ph | ŗ    | [ɽ]     |
| ণ       | ṇ   | N      | N  | n    | [n]     |
| ত       | t   | t      | t  | t    | [t̪]     |
| থ       | th  | th     | th | th   | [t̪ʰ]    |
| দ       | d   | d      | d  | d    | [d̪]     |
| ধ       | dh  | dh     | dh | dh   | [d̪ʱ]    |
| ন       | n   | n      | n  | n    | [n]     |
| প       | p   | p      | p  | p    | [p]     |
| ফ       | ph  | ph     | ph | ph   | [ph]    |
| ব       | b   | b      | b  | b    | [b]     |
| ভ       | bh  | bh     | bh | bh   | [bʱ]    |
| ম       | m   | m      | m  | m    | [m]     |
| য       | ẏ   | y      | y  | j    | [dʒ]    |
| য়       | y   | Y      | Y  | e/-  | [e]/-   |
| র       | r   | r      | r  | r    | [r]     |
| ল       | l   | l      | l  | l    | [l]     |
| শ       | ś   | sh     | z  | sh/s | [ʃ]/[s] |
| ষ       | ṣ   | Sh     | S  | sh   | [ʃ]     |
| স       | s   | s      | s  | sh/s | [ʃ]/[s] |
| হ       | h   | h      | h  | h    | [ɦ]     |

| Symbole | NLK | ITRANS | HK | Wiki   | API        |
| ------- | --- | ------ | -- | ------ | ---------- |
| ঃ        | ḥ   | H      | H  | dépend | dépend     |
| ং        | ṃ   | .m     | M  | ng     | [ŋ]        |
| ঁ        | ṃ   | .N     | ~  | ~      | [~]        |
| ্য       | y   | y      | y  | dépend | dépend     |
| ্ব       | v   | v      | v  | dépend | dépend     |
| ক্ষ      | kṣ  | x      | kS | kkh/kh | [kʰː]/[kʰ] |
| জ্ঞ      | jñ  | GY     | Jj | gg/g   | [ɡː]/[ɡ]   |
| শ্র      | śr  | shr    | zr | sr     | [sr]       |

## Ordre lexicogràfic
Tal com l'alfabet llatí segueix l'ordre alfabètic, l'alfabet bengalí segueix un ordre, utilitzat sobretot en diccionaris.
En primer lloc hi ha les vocals en aquest ordre: অ, আ, ই, ঈ, উ, ঊ, ঋ, এ, ঐ, ও, ঔ, a continuació els signes ônushshôr (ং), bishôrgo (ঃ) i chôndrobindu (ঁ), i finalment les consonants seguint aquest ordre ক, খ, গ, ঘ, ঙ, চ, ছ, জ, ঝ, ঞ, ট, ঠ, ড (ড়), ঢ (ঢ়), ণ, ত (ৎ), থ, দ, ধ, ন, প, ফ, ব, ভ, ম, য (য়), র, ল, শ, ষ, স, হ.

## Exemple
A continuació es mostra l'article 1 de la Declaració Universal dels Drets Humans en bengalí, acompanyat d'una transliteració (que respecta l'ortografia), d'una transcripció (que respecta la pronunciació), de la pronunciació i de la traducció al català.
Escriptura bengalí
ধারা ১: সমস্ত মানুষ স্বাধীনভাবে সমান মর্যাদা এবং অধিকার নিয়ে জন্মগ্রহণ করে। তাঁদের বিবেক এবং বুদ্ধি আছে; সুতরাং সকলেরই একে অপরের প্রতি ভ্রাতৃত্বসুলভ মনোভাব নিয়ে আচরণ করা উচিৎ।
Transliteració (NLK)
Dhārā ek: Samasta mānuṣa svādhīnabhābe samāna maryādā ebaṃ adhikāra niye janmagrahaṇa kare. Tāṃdera bibeka ebaṃ buddhi āche; sutarāṃ sakalerai eke aparera prati bhrātṛtvasulabha manobhāba niye ācaraṇa karā ucit.
Transcripció
Dhara êk: Shômosto manush shadhinbhabe shôman môrjada ebong odhikar nie jônmogrohon kôre. Tãder bibek ebong buddhi achhe; shutorang shôkoleri êke ôporer proti bhrattrittoshulôbh monobhab nie achoron kôra uchit.
Alfabet fonètic internacional
d̪ʱara æk ʃɔmost̪o manuʃ ʃad̪ʱinbʱabe ʃɔman mɔrdʒad̪a eboŋ od̪ʱikar nie dʒɔnmoɡrohon kɔre. t̪ãd̪er bibek eboŋ bud̪ʱːi atʃʰe; ʃut̪oraŋ ʃɔkoleri æke ɔporer prot̪i bʱrat̪ːrit̪ːoʃulɔbʱ monobʱab nie atʃoron kɔra utʃit̪.
Traducció
Article 1 : Tots els éssers humans neixen lliures i iguals en dignitat i en drets. Són dotats de raó i de consciència, i han de comportar-se fraternalment els uns amb els altres..